# Arnold Andenmatten
Arnold Andenmatten (ur. 22 sierpnia 1922 w Saas-Fee, zm. 24 marca 2018 w Saas-Grund) – szwajcarski biathlonista i żołnierz.

## Kariera
W 1948 wystąpił na igrzyskach olimpijskich w Sankt Moritz, wspólnie z Heinrichem Zurbriggenem, Vitalem Vouardoux, i Robertem Zurbriggenem zwyciężając w zawodach pokazowych w patrolu wojskowym. Był to jego jedyny sukces na międzynarodowych zawodach tej rangi, a także jedyny występ olimpijski.